# Ястребова, Нонна Борисовна
Но́нна Бори́совна Я́стребова (22 сентября 1923 — 3 сентября 2012) — советская и российская артистка балета, выступавшая на сцене Театра оперы и балета им. Кирова. Заслуженная артистка РСФСР (1957). Классическая балерина лирико-комедийного плана.

## Биография
Родилась 22 сентября 1923 года в Петрограде (ныне - Санкт-Петербург).
В 1941 году окончила  Ленинградское хореографическое училище (педагог А. Я. Ваганова). Во время Великой Отечественной войны оставалась в блокадном Ленинграде. Работала в коллективе, руководимом О. Г. Иордан, выезжала с концертными бригадами в действующую армию. Награждена медалью "За боевые заслуги" и "За оборону Ленинграда". 
В 1941—1964 годах — в  Театре им. Кирова.
Ястребова — классическая балерина лирико-комедийного плана. Но ей удавались и драматическая роль Заремы в балете «Бахчисарайский фонтан», и партия китайской танцовщицы Тао Хоа в балете «Красный мак». Она была одной из лучших Китри в балете «Дон Кихот» послевоенного Ленинграда и очаровательной Авророй в балете «Спящая красавица».
На сцене  Мариинского театра Нонна Борисовна Ястребова танцевала более 20 лет, затем посвятила себя балетной педагогике. Возглавляла детскую балетную студию при Ленинградском дворце пионеров. Много работала за рубежом.
Скончалась 3 сентября 2012 года в Санкт-Петербурге в возрасте 88 лет. Похоронена на кладбище Санкт-Петербургского крематория.

## Репертуар
- 1941 — «Бэла» (балетмейстер Б. А. Фенстер, выпускной спектакль Ленинградского хореографического училища) — Бэла — первая исполнительница
- «Щелкунчик» — Маша
- «Спящая красавица» —  Аврора, принцесса Флорина
- «Дон Кихот» —  Китри, Повелительница дриад
- «Баядерка» —  Гамзатти
- «Жизель» —  Мирта
- «Бахчисарайский фонтан» —  Зарема
- «Красный мак» —  Тао Хоа
- «Золушка» — Золушка
- «Гаянэ» — Гаянэ
- «Спартак» — Эгина
- «Пламя Парижа» — Жанна
- 1947 — «Татьяна» (балетмейстер В. П. Бурмейстер) — Наташа — первая исполнительница
- 1953 — «Родные поля» (балетмейстеры А. Л. Андреев, Н. М. Стуколкина) — Вера — первая исполнительница
- 1960 — «Отелло» (балетмейстер  В. М. Чабукиани)  — Эмилия  — первое исполнение в Ленинграде, первая исполнительница
- 1962 — «Клоп» (балетмейстер Л. В. Якобсон) — Эльзевира — первая исполнительница

### Концертный репертуар
Хореографические миниатюры:  
- «Венский вальс»
- «Конькобежцы»
- «Вечная весна» (балет «Хореографические миниатюры» Л. В. Якобсона).

### Кино
- 1947 — художественный фильм «Солистка балета» (Ольга Верейская).